# Partido Bielorruso de Izquierda "Un Mundo Justo"
El Partido Bielorruso de Izquierda "Un Mundo Justo" (en bielorruso: Беларуская партыя левых «Справядлівы сьвет», en ruso: Белорусская партия левых «Справедливый мир») es un partido político izquierdista bielorruso que se opone al gobierno del presidente Aleksandr Lukashenko. Se encuentra ilegalizado desde 2023. Hasta octubre de 2009 se conocía como el Partido de los Comunistas Bielorrusos.

## Historia
Fundado como Partido de los Comunistas Bielorrusos (PKB) en 1991 como sucesor de la sección bielorrusa del Partido Comunista de la Unión Soviética, la organización surgió originalmente como uno de los principales partidos políticos de la Bielorrusia independiente. En las elecciones presidenciales de 1994 presentó la candidatura de Vasil Novikau, quien obtuvo un 4.4% de los votos. En las elecciones parlamentarias de 1995 obtuvo 43 escaños, convirtiéndose en la primera fuerza política. 
En 1996, el Partido Comunista de Bielorrusia se separó del PKB y adquirió una postura favorable al gobierno de Aleksandr Lukashenko.
En las elecciones legislativas de 2000 el partido perdió toda su representación parlamentaria.
En las elecciones legislativas celebradas del 13 al 17 de octubre de 2004, el partido formó parte de la Coalición Popular 5 Plus , que no consiguió ningún escaño.
El partido fue prohibida durante seis meses por irregularidades burocráticas el 2 de agosto de 2007.
El partido está dirigido por Serguéi Kaliakin. En febrero de 2007, Kaliakin visitó los Estados Unidos y se reunió con ambas cámaras del Congreso de los Estados Unidos, funcionarios del Departamento de Estado y representantes de organizaciones no gubernamentales para discutir las formas en que Estados Unidos podría influir en los procesos que estaban teniendo lugar en Bielorrusia. Además, Kaliakin sugirió que Estados Unidos, la Unión Europea y Rusia debían cooperar para desarrollar una política común con respecto a Bielorrusia.
En octubre de 2009, el partido se convirtió en miembro del Partido de la Izquierda Europea.
En noviembre de 2009, el partido decidió cambiar su nombre a Partido Bielorruso de Izquierda "Un Mundo Justo".
El 30 de junio de 2023 se informó la decisión del Ministerio de Justicia de la República de Bielorrusia de negarse a volver a registrar el partido. El 29 de septiembre de 2023, el partido fue liquidado formalmente por la Corte Suprema de Bielorrusia, lo que lo convierte en el último partido de la oposición en disolverse en Bielorrusia.